# Kembangbahu (plaats)
Kembangbahu is een bestuurslaag in het regentschap Lamongan van de provincie Oost-Java, Indonesië. Kembangbahu telt 2635 inwoners (volkstelling 2010).